# Lucilia hirsutula
Lucilia hirsutula este o specie de muște din genul Lucilia, familia Calliphoridae, descrisă de Grunin în anul 1969. Conform Catalogue of Life specia Lucilia hirsutula nu are subspecii cunoscute.